# Manuel Rabelo
Manuel Rabelo Mendes (Barra Mansa, 11 de enero de 1873 - Río de Janeiro, 8 de noviembre de 1945) fue un militar brasileño que alcanzó el grado de general de división y fue además vocal del Superior Tribunal Militar. Fue nombrado interventor federal del estado de São Paulo por Getúlio Vargas y ocupó ese cargo entre noviembre de 1931 y marzo de 1932 luego de la renuncia de Laudo de Camargo.